# Jacques Barrot
Pour les articles homonymes, voir Barrot.
Jacques Barrot, né le 3 février 1937 à Yssingeaux (Haute-Loire) et mort le 3 décembre 2014 à Neuilly-sur-Seine (Hauts-de-Seine), est un homme politique français.
Ancien secrétaire général du Centre des démocrates sociaux (CDS), composante de l'UDF, il a longtemps été une des principales figures de la démocratie chrétienne en France.
Il occupe plusieurs fonctions ministérielles, dont celles de ministre du Commerce, de la Santé, du Travail. Jacques Barrot est aussi vice-président de la Commission européenne de 2004 à 2009, initialement chargé des Transports, puis de la Justice et des Affaires intérieures.
De 2010 à sa mort, il est membre du Conseil constitutionnel.

## Biographie

### Famille et études
Fils du résistant démocrate-chrétien Noël Barrot, né à Saint-Étienne, et de Marthe Pivot, née à La Tour-du-Pin dans une famille de huit enfants, Jacques Barrot est député MRP de Haute-Loire. Il effectue ses études secondaires à Yssingeaux, avant de les poursuivre à l'université d'Aix par une licence de droit et un certificat de sociologie. Diplômé par la suite de l'Institut d'études politiques de Paris (IEP), il est aussi titulaire du Certificat d'aptitude à la profession d'avocat (CAPA), mais ne plaidera jamais. Il fut membre de la Conférence Olivaint durant sa jeunesse.
Il épouse le 6 avril 1982 en premières noces Florence Cattani, avec laquelle il aura trois enfants : Jean-Noël Barrot, né en 1983, lui-même devenu homme politique de premier plan à partir de 2022 en participant à plusieurs gouvernements sous la présidence d'Emmanuel Macron, Hélène et Marie. Le 17 mars 2011, il épouse Béatrice Borg.

## Parcours politique
Il est élu député de la Haute-Loire en mars 1967 : porté par le souvenir de Noël Barrot (CD), il défait le candidat de la fidélité à Charles de Gaulle, le républicain indépendant Jean Proriol, et conservera ce siège jusqu'en 2004. Démocrate-chrétien comme son père, il refuse cependant de soutenir la candidature Poher en 1969 et rejoint le Centre démocratie et progrès (CDP) de Jacques Duhamel qui, dira-t-il, « a éclairé toute ma vie politique ».
Partisan du président Georges Pompidou comme le ministre des Finances Valéry Giscard d'Estaing, il se rapproche de ce dernier, qui le nomme secrétaire d'État au Logement lorsqu'il accède à la présidence de la République en 1974. À ce poste durant près de quatre ans, il lance le premier programme de rénovation de grands ensembles en France (« Habitat et vie sociale »). Raymond Barre l'appelle alors au ministère du Commerce puis au ministère de la Santé et de la Sécurité sociale. À ce titre, il soutient le développement d'une information indépendante au service des médecins, en accordant une subvention à la revue Prescrire.
Après l’échec de 1981, il se consacre essentiellement à ses fonctions locales et devient maire de sa commune natale en 1989, mairie que son père avait eu de grandes difficultés à conquérir. Président du conseil général de la Haute-Loire après le décès de son ami le docteur Simon (1976), il se montre un ardent défenseur du désenclavement, et notamment de l'aménagement de la RN 88 ; il inaugure ainsi en 1994 le viaduc du Lignon qui rapproche la Haute-Loire de Rhône-Alpes. Par la suite, il lance le projet de restauration de l'hôpital général du Puy-en-Velay, où s'installe l'hôtel du département en 2001.
À l'Assemblée nationale, il s'impose comme une des figures principales du centre, même s'il ne parvient pas à obtenir la présidence du Centre des démocrates sociaux (CDS) face à Pierre Méhaignerie. Soutien de Raymond Barre lors de l'élection présidentielle de 1988, il préside par la suite le groupe parlementaire de l'Union du centre, élément de l'ouverture voulue par Michel Rocard, entre 1988 et 1993. C'est au titre de ses fonctions de secrétaire général du CDS qu'il sera condamné, aux côtés de Pierre Méhaignerie et de Bernard Bosson, à huit mois de prison avec sursis pour « recel d'abus de confiance », en raison du financement irrégulier du CDS (s'agissant de faits antérieurs à la loi de 1990 sur le financement des partis politiques, sa peine sera aussitôt annulée du fait de l'amnistie du 3 août 1995).
Soutien de Jacques Chirac, il est ministre du Travail et des Affaires sociales entre 1995 et 1997 (et doit défendre le très contesté plan Juppé de 1995 pour les retraites) puis président du nouveau groupe UMP à l'Assemblée nationale, de 2002 à 2004.
Jacques Barrot est l'un des membres fondateurs, avec Jean-Pierre Raffarin, Michel Barnier et Dominique Perben, du club Dialogue & Initiative, créé en 1999. Il a aussi été vice-président du Cercle de l'industrie, de sa création en 1993 à 2004.
En 2004, il est nommé vice-président de la Commission européenne, présidée par José Manuel Durão Barroso, et abandonne son siège de député à son jeune suppléant, Laurent Wauquiez. Chargé des transports à Bruxelles (DG TREN), il signe avec les États-Unis un accord d'ouverture des relations aériennes transatlantiques, et doit trouver des financements pour le projet Galileo.
En avril 2008, il remplace Franco Frattini au poste de commissaire à la Justice, à la Liberté et à la Sécurité, mais ne poursuit pas ses fonctions au sein de la Commission Barroso II, qui prend ses fonctions en février 2010.

### Conseil constitutionnel
Il est nommé, le 23 février 2010, au Conseil constitutionnel par le président de l'Assemblée nationale Bernard Accoyer, succédant à Pierre Joxe.

## Mort
Il meurt subitement le 3 décembre 2014, après un malaise dans le métro, à la station Les Sablons, à Neuilly-sur-Seine. Il est inhumé au cimetière du Crêt-de-Roc, à Saint-Étienne.

## Détail des mandats et fonctions

### Mandats locaux
- 15 mars 1965 - 13 mars 1971 : conseiller municipal d'Yssingeaux (Haute-Loire)
- 14 mars 1971 - 13 mars 1977 — 14 mars 1983 - 19 mars 1989 : adjoint au maire d'Yssingeaux
- 20 mars 1989 - 18 mars 2001 : maire d'Yssingeaux
- 18 septembre 1966 - 7 mars 1976 : conseiller général de la Haute-Loire
- 8 mars 1976 - 18 mars 2001 : président du conseil général de la Haute-Loire
- mars 2001 - mars 2004 : conseiller général de la Haute-Loire

### Mandats parlementaires
Député de la Haute-Loire
3 avril 1967 - 30 mai 1968 — 1er juillet 1968 - 1er avril 1973 — 2 avril 1973 - 8 juillet 1974 — 3 avril 1978 - 5 mai 1978 — 2 juillet 1981 - 1er avril 1986 — 2 avril 1986 - 14 mai 1988 — 6 juin 1988 - 1er avril 1993 — 2 avril 1993 - 18 juin 1995 —1er juin 1997 - 18 juin 2002 — 16 juin 2002 - 4 juillet 2004 :

### Fonctions gouvernementales
| Début           | Fin             | Fonction                                                                                                   | Gouvernement      |
| --------------- | --------------- | --- | ----------------- |
| 27 mai 1974     | 25 août 1976    | Secrétaire d'État auprès du ministre de l'Équipement, chargé du Logement                                   | Jacques Chirac I  |
| 27 août 1976    | 29 mars 1977    | Secrétaire d'État auprès du ministre de l'Équipement, chargé du Logement                                   | Raymond Barre I   |
| 1er avril 1977  | 31 mars 1978    | Secrétaire d'État auprès du ministre de l'Équipement et de l'Aménagement du territoire, chargé du Logement | Raymond Barre II  |
| 5 avril 1978    | 4 juillet 1979  | Ministre du Commerce et de l'Artisanat                                                                     | Raymond Barre III |
| 4 juillet 1979  | 13 mai 1981     | Ministre de la Santé et de la Sécurité sociale                                                             | Raymond Barre III |
| 18 mai 1995     | 7 novembre 1995 | Ministre du Travail, du Dialogue social et de la Participation                                             | Alain Juppé I     |
| 7 novembre 1995 | 2 juin 1997     | Ministre du Travail et des Affaires sociales                                                               | Alain Juppé II    |

## Distinction
Il est promu au grade d'officier de la Légion d'honneur le 14 juillet 2011.

## Postérité
- En mars 2017, une plaque commémorative avec son nom est apposée dans l'hémicycle de l'Assemblée nationale.
- La première promotion (2012) de la European School of Political and Social Sciences (en) (ESPOL) de l'université Catholique de Lille, dont la création avait été largement soutenue par Jacques Barrot, porte son nom.
- Depuis 2016, chaque année, un Jacques Barrot award est décerné à l'un des gagnants d'un award de l' Excellence in Road Safety Awards